# Hymne sarde
S'hymnu sardu nationale ou encore Cunservet Deus su Re (italien : L'inno nazionale sardo) était l'hymne du royaume savoyard de Sardaigne.

## Histoire
Datant des années 1830, l'hymne a été écrit par le prêtre, sécularisé en 1842, Vittorio Angius (it). La musique, en revanche, a été composée par Giovanni Gonella (it) (1804-1854), musicien de la Brigata Regina.
La première représentation a eu lieu au théâtre civique de Castello à Cagliari le 20 février 1844 comme un hommage de la population sarde à Charles-Albert.
L'hymne, écrit en sarde, a été ajouté à la Marcia Reale préexistante, mais avec le Risorgimento, c'est la Marcia Reale qui devient en 1861 l'hymne officiel du nouvel État remplacée à son tour après la proclamation de la République italienne en 1946 par le Canto degli Italiani de Goffredo Mameli et Michele Novaro.
S'Hymnu sardu nationale a été joué par la bande des Carabiniers au Quirinal le 29 mai 1991, lors de la traditionnelle réception offerte au corps diplomatique étranger comme un hommage aux origines sassariennes du président de la République Francesco Cossiga. Il a été rejoué au moment de sa démission comme chef d'État, le 28 avril 1992.
En 2001, l'hymne est joué lors des funérailles de Marie-José de Savoie, la dernière reine d'Italie et à l'occasion de la reconstitution historique de la bataille d'Assietta, dont la reconstitution a lieu in situ chaque année au mois de juillet.
La partition originale a été retrouvée dans les archives de l'Auditorium Comunale di Cagliari (it) par le professeur  Francesco Cesare Casula (it), directeur de l'Institut d'histoire européenne de la Méditerranée du CNR.
Selon Casula, l'hymne a toujours été tenu en grande considération par les souverains. La dernière représentation officielle a eu lieu en 1937, par le chœur de la Chapelle Sixtine, sous la direction de Lorenzo Perosi, sur volonté expresse de Victor-Emmanuel III, lors de la cérémonie de remise de la Rose d'or à la Reine Hélène par le Pape Pie XI.

## Paroles
L'hymne est entièrement écrit en langue sarde, et plus précisément en dialecte logudorais.
| Paroles en sarde | Sens des paroles en français |
| --- | --- |
| Cunservet Deus su Re Salvet su Regnu Sardu Et gloria a s’istendardu Cuncedat de su Re! chi manchet in nois s’animu chi languat su valore Pro fortza o pro terrore Non apas suspetu, o Re. Cunservet Deus su Re… Unu o omni chentu intrepidos A ferru et a mitralia In vallu e in muralia amus a andare o Re. Cunservet Deus su Re… Solu in sa morte cedere Soliat su Sardu antigu Né vivu a’ s’inimigu deo m’apa a dare, o Re. Cunservet Deus su Re… De fidos et fort’omines Si fizos nos bantamus Bene nos provaramus Fizos issoro, o Re. Cunservet Deus su Re… De ti mostrare cupidu Sa fide sua, s’amore Sas venas in ardore Sentit su Sardu, o Re. Cunservet Deus su Re… Indica un adversariu E horrenda dae su coro Scoppiat s’ira insoro A unu tou cinnu, o Re. Cunservet Deus su Re… Cumanda su chi piagati Si bene troppu duru, E nde sias tue seguru chi at a esser fatu, o Re. Cunservet Deus su Re… Sa forza qui mirabile Là fuit a’ su Romanu E innanti a s’Africanu Tue bideras, o Re. Cunservet Deus su Re… Sa forza qui tant’atteros Podesit superare Facherat operare Unu tuo cinnu, o Re. Cunservet Deus su Re… Sos fidos fortes homines Abbaida tue contentu chi an a esse in onzi eventu cales jà fuint, o Re. Cunservet Deus su Re Salvet su Regnu Sardu Et gloria a s’istendardu Concedat de su Re!» | Dieu garde le roi Sauvons le royaume de Sardaigne Et gloire à la bannière Servez votre roi ! Que l'âme languisse en nous Et j'en diminuerai la valeur, Par la force et par la terreur Ne jamais avoir peur ou être roi. Que Dieu garde le Roi... Un contre cent intrépide Épées et mitrailleuses, Sur les vallées et les murs Nous allons courir, ô Roi. Que Dieu garde le Roi... Ce n'est qu'à sa mort qu'il cédera Comme le Sarde antique Ne pas vivre sans honneur Nous allons céder, ô Roi. Que Dieu garde le Roi... D'hommes courageux Nous sommes nés et enorgueilleux, Nous prouverons que nous sommes Nous sommes leurs enfants, ô Roi. Que Dieu garde le Roi... Pour vous montrer les cupidons La foi et leur amour, Des veines en grande ferveur Ils entendent les Sardes, ô Roi. Que Dieu garde le Roi... Il désigne un adversaire, Et la haine de leur cœur La foudre en colère tonnera A ton tour, ô Roi. Que Dieu garde le Roi... Commandez ce que vous voulez Si c'est trop dur, Pour être sûr Ce sera fait, ô Roi. Que Dieu garde le Roi... La force admirable Ils ont entendu les Romains, Et d'abord les Africains Tu verras, ô Roi. Que Dieu garde le Roi... La force que les autres barbares Il pourrait déjà apprivoiser Il sera en mesure d'opérer Juste un signe de tête de ta part, ô Roi. Que Dieu garde le Roi... Les hommes dignes de confiance et courageux Ô toi, contente-toi Cela vous concerne en tout cas Ce qui a été, sera, ou roi Dieu sauve le roi Sauver le royaume de Sardaigne Et gloire à la bannière Accordez votre roi !" |

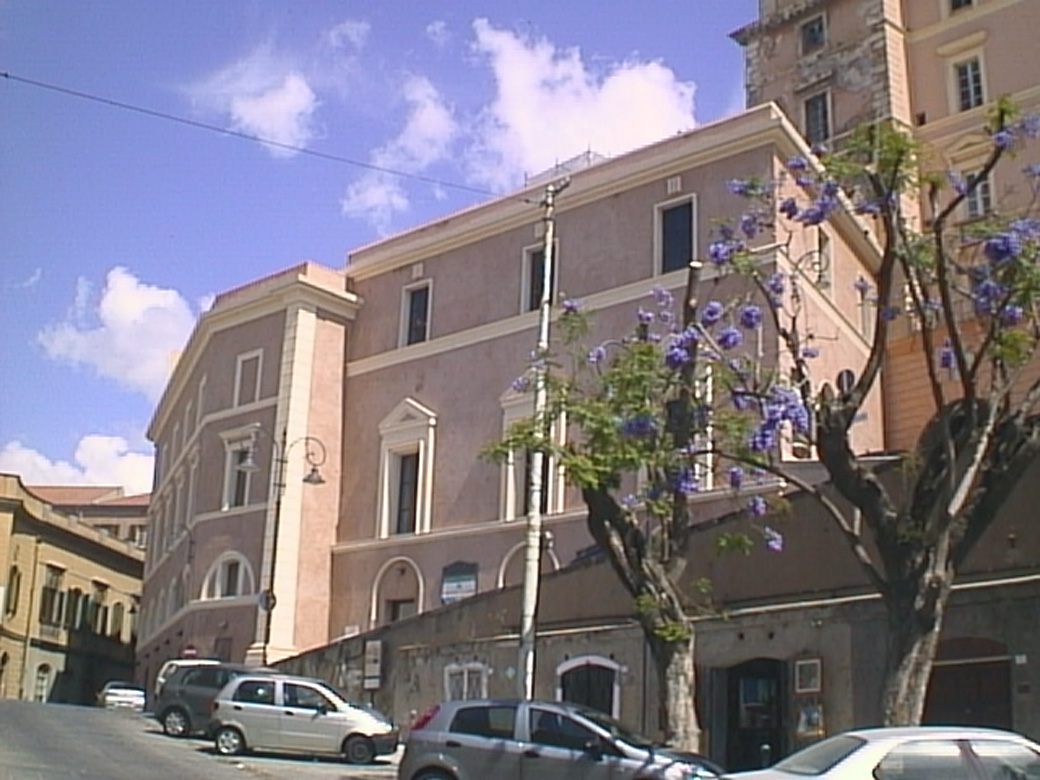
Le Teatro Civico di Castello à Cagliari où est joué pour la première fois S'hymnu sardu nationale le 20 février 1844.